# 永和庵
永和庵，南昌永和門城門外的一處庵堂。
宋代初期，永和庵被賜為道觀，名彌仙觀。明朝萬曆年間（1573年—1619年）開始改為庵堂。傳說庵中曾進行求雨做法，此時有人看見真龍，因此又名應龍禪院。